# Bewoners Aanspreekpunt Schiphol
Bewoners Aanspreekpunt Schiphol, kortweg BAS, is onder andere een meldpunt voor hinder van verkeersvliegtuigen.
BAS is een stichting en is opgericht in 2007 door LVNL en Schiphol. Het bestuur van BAS bestaat uit twee leden van beide organisaties. Verder is er een manager, een aantal medewerkers en een kernteam met leden vanuit Schiphol, de Luchtverkeersleiding Nederland (LVNL) en het Ministerie van Infrastructuur en Waterstaat (IenW).
Op de BAS-website kan men naast het melden van hinder van verkeersvliegtuigen ook andere informatie opvragen; bijvoorbeeld het geplande onderhoud aan de banen, het actuele baangebruik en over onderwerpen als geluidshinder en luchtkwaliteit. BAS brengt de ervaren hinder in kaart en rapporteert daarover aan Schiphol, LVNL, het ministerie van IenW en de Maatschappelijke Raad Schiphol (MRS). De rapportages van hindermeldingen kunnen invoer leveren voor het Minder hinder-programma van Schiphol en LVNL.
De luchtvaart roept heden ten dage discussie op. Het Planbureau voor de Leefomgeving heeft in 2018 een kennisscan van de luchtvaart gemaakt en een verkenningsnotitie in 2020 van de CO2 uitstoot door de luchtvaart. De Rijksoverheid erkent het probleem van geluidshinder van vliegtuigen.

## Alternatieve meldpunten
Naar aanleiding van ontevredenheid over de resultaten van het meldpunt BAS zijn door diverse organisaties en personen meldpunten en informatiesystemen over hinder van het luchtvaartverkeer gemaakt.
Het wegraken van meldingen uit meldpunt BAS heeft in 2021 geleid tot kamervragen.
- Platform Vliegoverlast Amsterdam - Een informatiesysteem opgericht 1997 van mensen die zich zorgen maken over geluidsoverlast, veiligheid en klimaat door veelvuldig vliegen over Amsterdam en omgeving
- Platform Vlieghinder Kennemerland - Na de ingebruikname van de Polderbaan in 2003 en het toegenomen vliegtuiglawaai opgericht door bewoners uit Kennemerland.
- Meld Vliegherrie - Een meldpunt voor overlast luchtvaart met persoonlijke verhalen.
- SchipholWatch - Een informatiesysteem over actuele ontwikkelingen rond Schiphol en de luchtvaart en voorstander krimp Schiphol.
- DCMR Overlast luchtvaart - Een meldpunt van Milieudienst Rijnmond voor overlast luchtvaart rondom Rotterdam The Hague Airport.
- Hoog Over IJssel - Een informatiesysteem over de gevolgen van de uitbreiding van Lelystad Airport.
- Stichting Red de Veluwe - Een informatiesysteem over de gevolgen van de luchtvaart boven de Veluwe.
- Stop4deroute - Een website naar aanleiding van van de herindeling van het luchtruim door het ministerie van IeW en de komst van een 4e laagaanvliegroute.
- Alliantie Tegen Uitbreiding MAA - Een alliantie tegen verdere groei van Maastricht Aachen Airport.